# Stiftung Forum Recht
Die Stiftung Forum Recht ist eine gemeinnützige, bundesunmittelbare Stiftung des öffentlichen Rechts mit Sitz in Karlsruhe und einem Standort in Leipzig. Ihr Zweck besteht in einem auf Bürgerbeteiligung angelegten Kommunikations-, Informations- und Dokumentationsforum, das aktuelle Fragen von Recht und Rechtsstaat aufgreift. Die geplanten Neubauten beider Standorte sollen gleichrangig konzipiert und ausgestattet werden.

## Aufgabe
Zweck der Stiftung Forum Recht ist es, ein „Kommunikations-, Informations- und Dokumentationsforum“ zu schaffen, in welchem „[...] Recht und Rechtsstaatlichkeit in der Bundesrepublik Deutschland als Grundvoraussetzung einer funktionsfähigen und lebendigen Demokratie und für alle gesellschaftlichen Gruppen in Ausstellungen, Veranstaltungen und Aktivitäten vor Ort und im virtuellen Raum erfahrbar [...]“ werden. Dabei werden aktuelle Themen wie auch historische, europäische und internationale Bezüge berücksichtigt und zum Gegenstand eines Dialogs in und mit der Öffentlichkeit gemacht.

## Organe
Die Stiftung Forum Recht verfügt mit dem Kuratorium, dem Stiftungsbeirat und dem Direktorium über drei Stiftungsorgane. Das Kuratorium entscheidet über grundsätzliche Fragen der Stiftung.
Der Stiftungsbeirat unterstützt die Stiftungsarbeit inhaltlich und besteht aus Vertretern verschiedener thematisch relevanter Institutionen und wissenschaftlicher Bereiche sowie aus Repräsentanten der Zivilgesellschaft.
Das Direktorium besteht aus einer Leitungs- und einer Stellvertreterposition und führt die Geschäfte der Stiftung. Die Mitglieder der Stiftungsorgane werden auf die Dauer von fünf Jahren bestimmt.

## Standorte
Seit Frühjahr 2022 gibt es in Karlsruhe und seit Juni 2023 in Leipzig Veranstaltungs- und Büroräume der Stiftung, für die jeweils noch Neubauten geplant sind. Die Stiftung Forum Recht wird in Karlsruhe ein eigenes Gebäude in unmittelbarer Nähe zum Bundesgerichtshof errichten. Für Leipzig ist ein Gebäude auf der Nordfläche des Wilhelm-Leuschner-Platzes geplant, auf der auch der Neubau der Juristenfakultät der Universität Leipzig entstehen soll. Im Frühjahr 2022 bezog die Stiftung Büro-, Veranstaltungs- und Vermittlungsräumlichkeiten in Karlsruhe. In Leipzig eröffnete sie am 2. Juni 2023 ihren Interimsstandort in der Universitätsstraße 20.

## Inhaltliche Schwerpunkte
Seit 2021 entwickelt und bietet die Stiftung künstlerische und informative Programmangebote und Vermittlungsformate für verschiedene Zielgruppen zu den Themen Recht und Rechtsstaatlichkeit an. 2023 erschien der Podcast „Justice, Baby! Der Podcast zu Recht und Gerechtigkeit“. 2024 erschien – anlässlich des 75. Jubiläums des Deutschen Grundgesetzes – der Live-Podcast „In guter Verfassung? Das Grundgesetz für morgen“ zusammen mit dem Podcastradio detektor.fm. Zudem zeigte die Stiftung Forum Recht die dokumentarische Fotoausstellung „Sprawiedliwość – Gerechtigkeit“, die sich mit den polnischen Justizreformen in der Regierungszeit der rechtskonservativen Partei PiS auseinandersetzte.
Im Februar 2025 startete die interaktive Gesprächsreihe „Let’s Talk About Recht“.  Abwechselnd an den Standorten Leipzig und Karlsruhe diskutieren zu wechselnden Themen Bürger:innen und Expert:innen über grundlegende Fragen des Rechts und Rechtsstaats. Aus den Gesprächen entsteht der gleichnamige Live-on-Tape-Podcast.
Zudem werden regelmäßige Fortbildungsformate angeboten in den Bereichen Rechts- und Rechtsstaatsvermittlung.

## Entstehungsgeschichte
Bereits 2010 wurden im Rahmen der Bewerbung Karlsruhes zur Europäischen Kulturstadt Pläne zur Schaffung eines „Europäischen Hauses der Gerechtigkeit“ entwickelt. 2015 nahm ein ehrenamtlicher Initiativkreis mit Vertretern der Zivilgesellschaft, der Stadt, des Bundesverfassungsgerichts, des Bundesgerichtshofs und Kulturschaffenden die Idee wieder auf. 2016 billigte der Deutsche Bundestag Mittel für eine Machbarkeitsstudie, die im Folgejahr durch das Leibniz Institut für Zeitgeschichte München-Berlin, das Architekturbüro bogner.knoll und die Agentur TRIAD sowie durch den Architekten Wolfgang Grether vorgelegt wurde. Hieran schlossen sich im Jahr 2018 zwei Fachsymposien im Bundesverfassungsgericht und Bundesgerichtshof zur Umsetzung an.
Ebenfalls 2018 waren die Pläne für ein „Forum Recht“ als Bundesinstitution Gegenstand der Plenardebatten zum „Pakt für den Rechtsstaat“ und fanden Eingang in den Koalitionsvertrag. Am 10. Mai 2019 folgte die Verabschiedung des Forum-Recht-Gesetzes durch den Bundesrat auf Grundlage des Gesetzesentwurfs der Fraktionen Bündnis 90/Die Grünen, CDU/CSU, FDP und SPD. Zeitgleich hatte die Fraktion Die Linke einen Gesetzesentwurf mit gleichem Ziel eingereicht.
Nach Inkrafttreten des Stiftungsgesetzes trat das Kuratorium in seiner konstituierenden Sitzung am 31. Juli 2019 als erstes Organ der Stiftung zusammen. Die Kuratoriumsvorsitzende Bettina Limperg übernahm die Geschäftsführung interimsweise.

## Förderverein Forum Recht e. V.
2018 wurde der Förderverein Forum Recht e. V. in Karlsruhe gegründet, dessen Gründungsmitglieder die Idee für ein Forum Recht entwickelt und die Gründung der Stiftung auf den Weg gebracht haben.